# Долосцы (Пустошкинский район)
Долосцы — деревня в России, в Пустошкинском районе Псковской области. Административный центр Пригородной волости.

## География
Деревня расположена в 2 км к западу от города Пустошка, у озера Долосцы.

## Население
| 2002 | 2010 |
| ---- | ---- |
| 151  | ↘147 |

Численность населения деревни по оценке на начало 2001 года составляла 153 жителя.